# 野村淳子
野村 淳子（のむら じゅんこ、1963年 - ）は、化学の研究者、東京工業大学化学生命科学研究所（旧：資源化学研究所）分子組織化学領域准教授を経て、東京科学大学社会連携・DE＆I本部マネジメント教授。博士（理学）。

## 主な略歴
- 1979年 清泉女学院中学校卒業[4]
- 1982年 清泉女学院高等学校卒業[4]
- 1986年 東京理科大学理学部化学科卒業
- 1991年 東京工業大学大学院総合理工学研究科電子化学専攻博士後期課程修了
- 1991年 東京工業大学資源化学研究所基礎測定部門助手
- 1994年 東京工業大学資源化学研究所触媒化学部門助手
- 2006年 東京工業大学資源化学研究所触媒化学部門助教授
- 2007年 東京工業大学資源化学研究所触媒化学部門准教授
- 2013年 日本学術振興会さきがけ研究員
- 2016年 東京工業大学化学生命科学研究所分子組織化学領域准教授
- 2023年 東京工業大学企画本部マネジメント教授
- 2024年 東京科学大学社会連携・DE＆I本部マネジメント教授

## 主な所属学会
- ゼオライト学会
- 触媒学会
- 日本女性化学者の会
- 日本化学会
- 石油学会

## 主な受賞
- 1998年 手島記念研究賞・研究論文賞
- 1999年 触媒学会奨励賞[5]
- 2000年 日本女性科学者の会奨励賞
- 2001年 平成13年度石油学会奨励賞
- 2004年 The Best Article of the Month, Bulletin of the Chemical Society of Japan
- 2014年 平成26年度化学工学会女性賞[6]